# Хронологија Априлског рата 10. април 1941.
10. април 1941. био је пети дан априлског рата.

## Операције

### Македонија
Петог дана априлског рата Немци су овладали Македонијом, изузев области Охрид-Кичево-Дебар-Струга, где су трупе Вардарске дивизије још пружале отпор. Извиђачки делови СС моторизоване дивизије Адолф Хитлер продрли су у Грчку, заузели Флорину и дошли у додир са британским трупама. На фронту према Албанији Зетска дивизија напредовала је према Скадру; Комски одред и десна колона Косовске дивизије наступали су десном обалом Дрима према Скадру ради спајања са Зетском дивизијом; средња и лева колона Косовске дивизије прешле су у одбрану због угрожене позадине од немачких трупа. Авиони из Боке Которске бомбардовали су луку Драч.

### Србија
У долини Велике Мораве, 2. оклопна дивизија заузела је Параћин, Ћуприју и Јагодину и одсекла делове 5. армије (Тимочку и Крајинску дивизију и Калнски одред), који су се налазили источно од Велике Мораве; Топличка дивизија била је већим делом разбијена и заробљена, док су делови 2. коњичке дивизије задржавали Немце код Прокупља; 5. и 6. армија убрзано су се повлачиле западно од Јужне и Велике Мораве и јужно од Дунава, а делови 6. армије затворили су Багрдански теснац.

### Војводина, Словенија и Хрватска
Снаге 1. и 2. армије наставиле су неометано повлачење из Бачке и Барање. Трупе 49. и 51. корпуса, потискујући заштитнице 7. армије, избиле су до линије Шоштањ-Витање-Словенска Бистрица-Птујска гора; 14. оклопна дивизија 46. моторизованог корпуса у 19 и 30 ушла је у Загреб, где је тог дана проглашена Независна Држава Хрватска. 8. оклопна дивизија избила је до Дарувара и Подравске Слатине, а делови 16. моторизоване дивизије до Вировитице. Пошто су Италијани из Ријеке без отпора продирали на југ, командант Северног сектора поморске одбране (Селце), капетан бојног брода Мирко Плајвајс, наредио је да се униште све зграде команде и радио станица и потопе сви бродови додељени сектору. Истог дана је са групом морнара успешно угушио усташку побуну у Цриквеници.

## Последице
Увече 10. априла стање југословенске војске било је критично: трупе 3. армијске области (у Македонији) и 4. армије (у Хрватској) такорећи нису више постојале: избачено је из строја или заробљено 8 дивизија југословенске војске. 2. и 7. армија и трупе Приморске армијске области биле су у повлачењу ка Динари; 5. армија била је делом опкољена, а делом с југа угрожена; бокови 6. и 1. армије били су такође угрожени, што је убрзало њихово повлачење, док је 3. армија у северној Албанији постигла далеко мање резултате него што је очекивано.